# Hexolobodon phenax
Sous-famille
Genre
Espèce
Statut de conservation UICN

 EX  : Éteint
Hexolobodon phenax est la seule espèce du genre Hexolobodon, lui-même unique genre de la sous-famille des Hexolobodontinae. Considéré comme espèce éteinte par l'UICN. 
Il vivait sur l'île d'Hispaniola (en Haïti et en République dominicaine).
La sous-famille a été décrite pour la première fois en 1989 par Charles Arthur Woods, un zoologiste et biologiste américain. C'est le mammalogiste Gerrit Smith Miller junior (1869-1956), américain lui aussi, qui a décrit le genre et l'espèce en 1929.

## Systématique
Selon Mammal Species of the World (version 3, 2005)  (17 janv. 2013) et ITIS (17 janv. 2013) :
- † sous-famille Hexolobodontinae Woods, 1989
  - † genre Hexolobodon Miller, 1929
    - † Hexolobodon phenax Miller, 1929